# 南非航空航点
以下是南非航空的目的地，但不包括南非航空快運的目的地：

## 現在目的地

### 非洲

#### 中非
- 刚果民主共和国
  - 金沙薩（恩吉利國際機場）

#### 東非
- - 內羅畢（喬莫·肯雅塔國際機場）
- 马达加斯加
  - 塔那那利佛（Ivato機場）
- 模里西斯
  - Mahébourg（拉姆古蘭爵士Seewoosagur國際機場）
- 坦桑尼亚
  - 達累斯薩拉姆（尼雷爾國際機場）
  - 桑吉巴爾（桑吉巴爾國際機場）
- 乌干达
  - （恩德培）（恩德培國際機場）

#### 南部非洲
- 纳米比亚
  - 溫得和克（溫得和克霍齊亞庫塔科國際機場）
- 南非
  - 開普敦（開普敦國際機場）樞紐機場
  - 德班（德班國際機場）
  - 倫敦（東倫敦機場）
  - 約翰內斯堡（奧利弗·坦博國際機場）樞紐機場
  - 伊利莎白港（伊利莎白港機場）
- 尚比亞
  - 盧薩卡（盧薩卡國際機場）
- 辛巴威
  - 哈拉雷（哈拉雷國際機場）
  - 維多利亞瀑布（維多利亞瀑布機場）

#### 西非
- - 阿克拉（科托卡国际机场）
- 奈及利亞
  - 拉各斯（穆爾塔拉穆罕默德國際機場）

## 已停飞的目的地

### 非洲
- 安哥拉
  - 羅安達（二月四日国际机场）
- - 薩爾
- 塞舌尔
  - 馬埃島
- 辛巴威
  - 布拉瓦約
- - 哈博羅內（塞雷茨卡馬主席國際機場）
- 加彭
  - 利伯維爾（利伯維爾國際機場）
- 马拉维
  - 布蘭太爾（奇萊卡國際機場）
  - 里朗威（里朗威國際機場）
- 莫桑比克
  - 馬普托（馬普托國際機場）
- 塞内加尔
  - 達喀爾（达喀尔—约夫利奥波德·塞达尔·桑戈尔国际机场）
- 尚比亞
  - 利文斯通（利文斯通機場）
- - 阿比讓（费利克斯·乌弗埃-博瓦尼機場

### 亞洲

#### 東亞
- 日本
  - 大阪（現在是與全日空班號共用中，航班到香港）
- 臺灣
  - 台北
  - 高雄
- 香港
  - 香港

#### 東南亞
- 新加坡
  - 新加坡（現在是與新加坡航空班號共用中）
- 泰國
  - 曼谷

#### 西南亞
- 以色列
  - 特拉維夫（現在是與以色列航空公司班號共用中）
- 黎巴嫩
  - 貝魯特
- 阿联酋
  - 迪拜（現在是與阿聯酋航空班號共用中）

### 歐洲
- 奥地利
  - 維也納
- 比利时
  - 布魯塞爾
- 丹麦
  - 哥本哈根
- 賽普勒斯
  - 拉那卡
- 德国
  - 杜塞爾多夫
  - 漢堡
  - 美因河畔法兰克福（法兰克福机场）
  - 慕尼黑（慕尼黑機場）
- 法國
  - 巴黎
- 英国
  - 曼徹斯特
  - 倫敦（倫敦希斯洛機場）
- 希腊
  - 雅典
- 義大利
  - 米蘭
  - 羅馬
- 荷蘭
  - 阿姆斯特丹
- 葡萄牙
  - 里斯本
- 西班牙
  - 馬德里
- 瑞士
  - 蘇黎世（現在是與瑞士國際航空班號共用中）

### 北美洲
- 美国
  - 亞特蘭大
  - 勞德代爾堡
  - 休斯頓
  - 邁阿密
  - 紐約城（約翰·菲茨傑拉德·甘迺迪國際機場）
  - 華盛頓（華盛頓杜勒斯國際機場）

### 大洋洲
- - 墨爾本
  - 悉尼
  - 珀斯（珀斯機場）

### 南美洲
- 巴西
  - 里約熱內盧
  - 聖保羅（聖保羅/瓜魯柳斯安德烈·弗朗哥·蒙托羅州長國際機場）